# Epibator (jaszczurki)
Epibator – rodzaj jaszczurek z podrodziny Lygosominae w obrębie rodziny scynkowatych (Scincidae).

## Zasięg występowania
Rodzaj obejmuje gatunki występujące w Nowej Kaledonii.

## Systematyka
Rodzaj zdefiniował w 2012 roku australijsko-amerykański zespół herpetologów (Australijczycy Ross Allen Sadlier, Glenn Michael Shea i Sarah A. Smith oraz Amerykanin Aaron Matthew Bauer) w artykule poświęconym taksonomicznemu rozwiązanie u problemu polifiletyczności u nowokaledońskiego rodzaju scymkowatych Lioscincus, opublikowanym w czasopiśmie Records of the Australian Museum. Gatunkiem typowym jest E. nigrofasciolatus.

### Etymologia
Epibator: gr. επι epi ‘na’; βατης batēs ‘piechur’, od βατεω bateō ‘stąpać’, od βαινω bainō ‘chodzić’.

### Podział systematyczny
Do rodzaju należą następujące gatunki: 
- Epibator greeri (Böhme, 1979)
- Epibator insularis Sadlier, Debar, Chavis, Bauer, Jourdan & Jackman, 2019
- Epibator nigrofasciolatus (Peters, 1869)